# Greguss Mihály
Greguss Mihály (Pusztafödémes, Pozsony vármegye,  1793. július 1. – Pozsony, 1838. szeptember 27.) esztéta, evangélikus főiskolai tanár, író, filozófus. Greguss Ágost és Greguss Gyula édesapja.

## Élete
Greguss Mihály és Csemez Anna fia. Tanulmányait 1803-1813 között a Pozsonyi Evangélikus Líceumban kezdte és 1814-16-ban Tübingenben (két évig) és Göttingenben (fél évig) folytatta. 1813 tavaszán készült külföldre menni, szándéka azonban a háború miatt nem teljesülhetett, ezért egy évig Pozsonyban maradt mint nevelő Parniczky Mihály királyi tanácsos házánál. 1817-ben az eperjesi kollégiumban a matematika, fizika, történelem és bölcselet tanára volt. Itt egyes orthodoxok igazság utáni törekvése miatt üldözték és ateizmussal is vádolták; munkálkodása mégis olyan sikeres volt, hogy hallgatóinak száma, mely kezdetben alig volt több 40-nél, megnégyszereződött. (Kossuth Lajost is tanítványai között tudhatta.) 1833-ban a bölcselet és történelem tanárának hívták Pozsonyba, ekkor teljesen a magyar irodalommal kezdett foglalkozni és a német nyelvet csak a magyar nemzetiség ügyében használta. Más székfoglaló beszédének tárgyául a pozsonyi iskola magyarosítását vette. Ő volt az első ágostai evangélikus tanár, aki a bölcseleti tudományokat magyarul kezdte előadni. Pozsonyi működését megkeserítették egy még 1831-ben támadt halálos betegsége és az ellene irányzott ármányok, legtöbb kellemetlenséget azonban a magyar történelemnek szabad szellemben való előadása szerzett neki és egy a líceumbeli «magyar társaság» örömünnepén (ő volt ezen társaság elnöke) elszavalt ballada Zrínyi Péterről. Ez utóbbi esemény következtében az ágostai evangélikus iskolákban létező magyar társaságokat eltörölték, más névvel azonban (mint magyar nyelvegyletek) mégis fenntartották magokat. A kormány 1836-ban sürgette elmozdíttatását, de helyén maradhatott, köszönhetően barátai befolyásának. Greguss nyugodtan foglalkozott bölcseleti munkáinak átdolgozásával, hogy azokat kézikönyvként kiadhassa, mikor már hét éve tartó betegségébe 1838. szeptember 27-én belehalt.
A hazai és külföldi lapokba írt cikkeket, így a hallei Allgemeine Literatur Zeitungba az újabb magyar életről és irodalomról; a pesti Irisbe (1826-27 polemikus német cikkeket és költeményeket; a Felső Magyarországi Minervába 1829-ben: Lehetséges-e egyetlen egy legfelsőbb principium a tudományokban (kézirata a Magyar Nemzeti Múzeumban), Charáda, Plató mondása, Van-e egyes vagy individuális ész, Számvetésbeli különbség.
Felesége Farkas Lívia volt, a neves rozsnyói evangélikus gimnázium igazgató-tanárának, Farkas Andrásnak a leánya.

## Munkái
- Durch welche Mittel kann die Wirksamkeit des Kanzelredners zweckmässig erhöht werden. Pest, 1821. (Koszorúzott pályamunka).
- Compendium aestheticae, usui auditorum suorum edidit. Cassoviae, 1826. (1817-ben írta, kézirata a Magyar Nemzeti Múzeumban).
- Greguss Mihály válogatott kisebb munkái. Szarvas, 1852. (A szerző arcképével és önéletrajzával).

Kéziratai közül, matematikai, fizikai, embertani, nevelési és történelmi taniratokon és nagyszámú értekezésen kívül, jelesebbek: logika 1833. (14 ív), már hetedízben kidolgozott metaphysika 1834. (16 ív), gyakorlati bölcselet 1835. (30 ív), bölcseleti encyclopaedia 1835. (5 ív), bölcseleti történelem 1836. (10 ív), a politikai tudományok encyclopaediája 1836. (15 ív); az első három latin nyelven (magyarban elveszett), az utóbbiak magyarúl vannak meg. Ezenkívül számos költeményt hagyott hátra magyar, latin és német nyelven.
- Jegyzetek az álomphilosophiára, 1837.

Levele Horváth Istvánhoz 1834. aug. 26. (magyar, a Magyar Nemzeti Múzeumban).